# Obersimten
Obersimten est une municipalité de la Verbandsgemeinde Pirmasens-Land, dans l'arrondissement du Palatinat-Sud-Ouest, en Rhénanie-Palatinat, dans l'ouest de l'Allemagne.

## Toponymie
- Obersimten, Obersimpten.

## Histoire
Obersimten est une ancienne commune de la Moselle[Quand ?].